# Rosenlunds spinneri

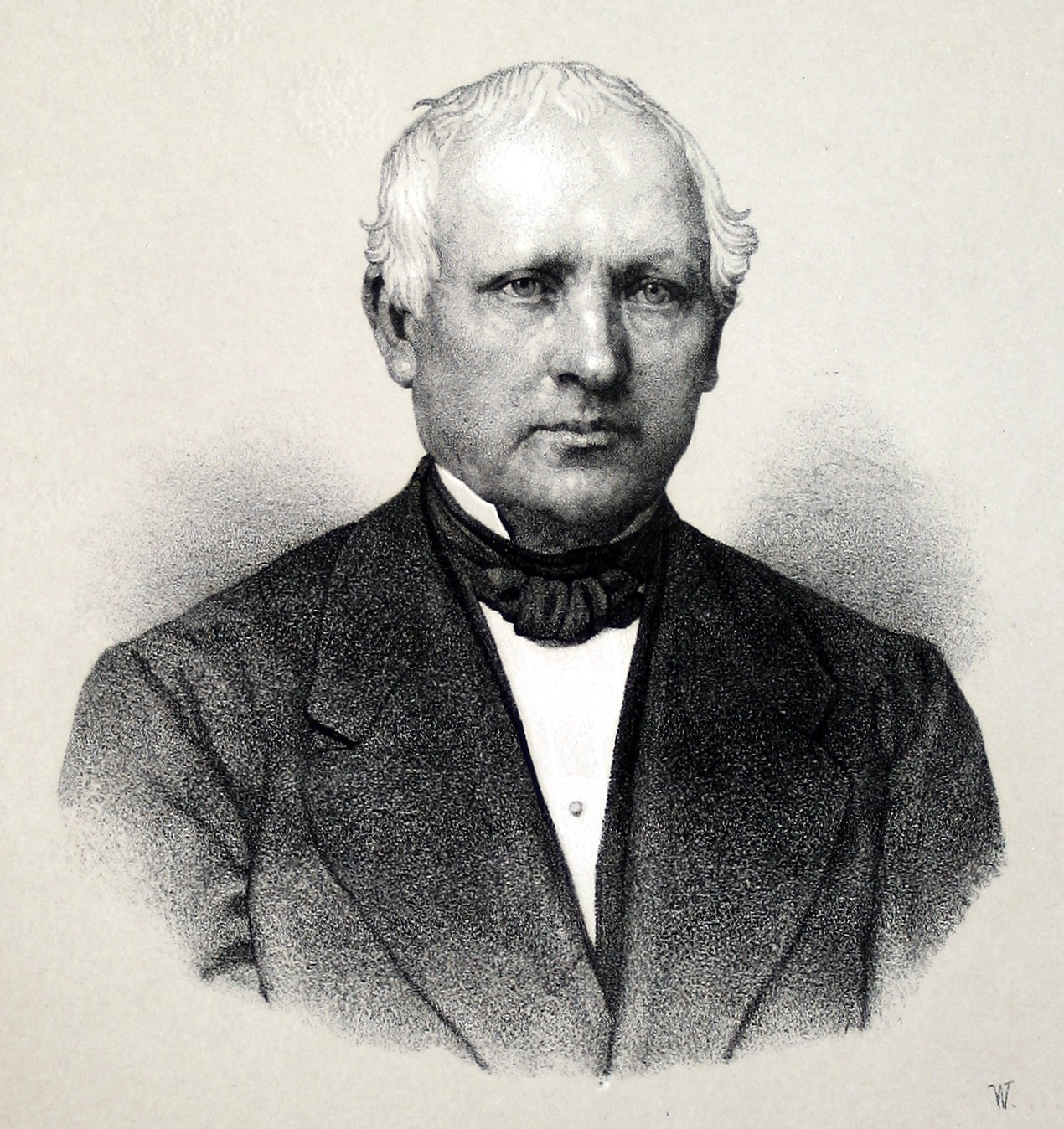
Carl David Lundström

Rosenlunds spinneri, Rosenlunds Fabrikers AB, var ett bomullsspinneri och väveri, beläget vid Rosenlundskanalen, innanför vallgraven i Göteborg. 
Spinneriet startades år 1847 av grosshandlare Carl David Lundström, som hade köpt området 1845 för 8 000 kronor. Fabriken uppfördes under ledning av Alexander Keiller. Redan 1854 utvidgades verksamheten, då det tidigare Sahlgrenska sockerbruket i Gamlestaden köptes in som en filial till anläggningen vid Rosenlund. På detta område uppfördes 1873–1875 en större fabriksbyggnad där uppemot 50 000 spindlar var igång. När rosenlundsfabriken var som störst under 1870-talet, hade den över 500 anställda, men redan 1880 tvingades man att ställa in betalningarna då affärerna gick dåligt. År 1883 såldes hela verksamheten för 625 000 kronor.